# Теа Гохлайтнер
Теа Гохлайтнер  (нім. Thea Hochleitner, 10 липня 1925) — австрійська гірськолижниця, олімпійська медалістка.

## Виступи на Олімпіадах
| Олімпіада              | Дисципліна         | Місце |
| ---------------------- | ------------------ | ----- |
| Кортіна д'Ампеццо 1956 | швидкісний спуск   | 7     |
| Кортіна д'Ампеццо 1956 | гігантський слалом | 3     |
| Кортіна д'Ампеццо 1956 | слалом             | 12    |